# Plejobolus arenarius
Plejobolus arenarius är en svampart som tillhör divisionen sporsäcksvampar, och som först beskrevs av E.Bommer, M.Rousseau och Pier Andrea Saccardo, och fick sitt nu gällande namn av Ove Erik Eriksson. Plejobolus arenarius ingår i släktet Ophiobolus, klassen Dothideomycetes, divisionen sporsäcksvampar och riket svampar. Arten är reproducerande i Sverige.